# Lestodiplosis cirsiiflorae
Lestodiplosis cirsiiflorae är en tvåvingeart som beskrevs av Fedotova 2004. Lestodiplosis cirsiiflorae ingår i släktet Lestodiplosis och familjen gallmyggor. Inga underarter finns listade i Catalogue of Life.